# 泛非旗
泛非旗（英語：Pan-African flag），又称非洲裔美国人旗、黑人解放旗、UNIA旗，是一面代表泛非洲主义、非洲侨民和和黑人民族主义的旗帜。这是一面三色旗，由三条等宽的横条组成（从上到下）红色、黑色和绿色。
这面旗帜是为了回应1920年对非裔美国人的种族主义而创建的，得到了马尔库斯·加维的帮助。 世界非裔改善协会（UNIA-ACL）在1920年8月13日于纽约市麦迪逊广场花园举行的为期一个月的大会上，在《世界非裔人民权利宣言》第39条中正式采纳了这面旗帜。